# Guaianolide

Structures chimiques des deux formes de noyau guaianolide, 6,12-guaianolides (gauche) et 8,12-guaianolides (droite).

En chimie organique, les guaianolides sont des molécules de type lactone sesquiterpénique (en) constituées d'une gamma-lactone et d'un cyclopentane ou d'un cyclopentène, tous deux fusionnés à une structure centrale de cycloheptane ou de cycloheptène.
Il en existe deux sous-classes, des isomères structuraux différant par l'emplacement où une partie de la lactone est liée à l'anneau central, appelés 6,12-guaianolides et 8,12-guaianolides.
Dans la nature, les « guaianolides oxygénées » (penta- et hexa-oxygénées) sont des phytotoxines et de puissants moyens biochimiques de défense synthétisées par un petit groupe de plante (on les a d'abord découvert dans les racines de plantes de la famille des Apiacées, dans le genre Thapsia (chez Thapsia garganica, typiquement, où ces molécules constituent environ 1 % du poids de la racine) puis (plus récemment (2013) chez des plantes du genre Laser et peut être au genre Laserpitium, ou encore dans la famille des Asteraceae chez Saussurea lappa CB Clarke, (espèce menacée des hauts plateaux himalayens utilisée comme plante médicinale, mais également toxique et source de brûlures induites par de fortes allergies de contact). Le taux de « guaianolide oxygénées » augmente rapidement dans les tissus de ces plantes quand elles sont physiquement agressées (quand elles sont attaquées par des herbivores en particulier).
De très nombreux articles scientifiques ont été publiés sur les guaianolides qui intéresse beaucoup la chimie synthétique et la Recherche et l'industrie pharmaceutiques. L'une des « guaianolide oxygénées » est testée pour traiter certains cancers et selon un article publié en Décembre 2021, elle pourrait aussi avoir un effet contre la COVID-19, la thapsigargine, inhibitrice de l"enzyme  SERCA (Endo/sarcoplasmique calcium ATPase).
La science s'intéresse aussi aux « homologues » des ou « Pseudoguaianolides » (par exemple récemment étudiés chez Postia bombycina).

## Utilisations
Certains des produits (naturels) de cette classe de composés phytochimiques tricycliques se sont avérés toxiques (induction d'allergie de contact réactions immunitaires et de suicide cellulaire) et biologiquement actifs, d'une telle manière qu'ils ont suscité des projets de médicaments, de produits de laboratoire et de synthèse chimique.
L'origine biosynthétique complète de la plupart des guaianolides connus n'a pas été établie, mais la voie est généralement présumée commencer par la formation d'une lactone germacrène dérivée du farnésyl pyrophosphate.